# ヴィンバオ県
ヴィンバオ県（ヴィンバオけん、ベトナム語：Huyện Vĩnh Bảo / 縣永保）は、ベトナム社会主義共和国のハイフォン市に存在する県。面積は181 km²、人口は191,000人（2018年）である。

## 行政
ヴィンバオ県は1市鎮29社を管轄している。
- ヴィンバオ市鎮（Vĩnh Bảo / 永保）
- ザンビエン社（Giang Biên / 江辺）
- ズンティエン社（Dũng Tiến / 涌進）
- ヴィエトティエン社（Việt Tiến / 躍進）
- ヴィンアン社（Vĩnh An / 永安）
- ヴィンロン社（Vĩnh Long / 永隆）
- タントゥイ社（Thắng Thủy / 勝水）
- チュンラップ社（Trung Lập / 中立）
- ヒエップホア社（Hiệp Hòa / 洽和）
- アンホア社（An Hòa / 安和）
- フンティエン社（Hùng Tiến / 雄進）
- タンリエン社（Tân Liên / 新濂）
- タンフン社（Tân Hưng / 新興）
- フンニャン社（Hưng Nhân / 興仁）
- ニャンホア社（Nhân Hòa / 仁和）
- タムダー社（Tam Đa / 三謝）
- ヴィンクアン社（Vinh Quang / 栄光）
- ドンミン社（Đồng Minh / 東明）
- タインルオン社（Thanh Lương / 清良）
- コンヒエン社（Cộng Hiền / 共賢）
- ティエンフォン社（Tiền Phong / 前鋒）
- ヴィンフォン社（Vĩnh Phong / 永豊）
- カオミン社（Cao Minh / 高明）
- タムクオン社（Tam Cường / 三強）
- リエンアム社（Liên Am / 聯庵）
- コーアム社（Cổ Am / 古庵）
- リーホック社（Lý Học / 理学）
- ホアビン社（Hòa Bình / 和平）
- ヴィンティエン社（Vĩnh Tiến / 永進）
- チャンズオン社（Trấn Dương / 鎭陽）